# Manszijjat Chan asz-Szih
Manszijjat Chan asz-Szih (arab. منشية خان الشيح) – miejscowość w Syrii, w muhafazie Damaszek. W 2004 roku liczyła 2146 mieszkańców.